# Neoculladia
Neoculladia és un gènere d'arnes de la família Crambidae.

## Taxonomia
- Neoculladia incanelloides Bleszynski, 1967
- Neoculladia incanellus (Zeller, 1877)
- Neoculladia subincanella Bleszynski, 1967